# Apyrgota marshalli
Apyrgota marshalli är en tvåvingeart som beskrevs av Friedrich Georg Hendel 1914. Apyrgota marshalli ingår i släktet Apyrgota och familjen Pyrgotidae. Inga underarter finns listade i Catalogue of Life.